# Pollicipes polymerus
Pollicipes polymerus (syn. Mitella polymerus) is een rankpootkreeftensoort uit de familie van de Pollicipedidae. De wetenschappelijke naam van de soort is voor het eerst geldig gepubliceerd in 1883 door Sowerby.